# Enugu
Enugu (o Enugwu) è una città nigeriana, capitale dello stato federato omonimo. Ha una popolazione di 688.862 (stima 2007). La popolazione di Enugu appartiene in gran parte al gruppo etnico Igbo, che è uno dei tre maggiori gruppi etnici della Nigeria.
Il nome Enugu deriva dall'unione delle due parole in lingua Igbo enu Ugwu, ovvero "cima della collina". Fu capitale della Repubblica del Biafra dal 30 maggio alla metà di ottobre del 1967, quando fu conquistata dalle truppe nigeriane.